# Alegia
Alegia är en kommun i Spanien. Den ligger i Gipuzkoaprovinsen i den autonoma regionen Baskien i norra delen av landet, 300 km norr om huvudstaden Madrid. Antalet invånare är 1 812 (2024).  Arean är 7,68 kvadratkilometer. Alegia gränsar till Altzo, Amezketa, Ikaztegieta och Tolosa. 